# Xã Austin, Quận Sanilac, Michigan
Xã Austin (tiếng Anh: Austin Township) là một xã thuộc quận Sanilac, tiểu bang Michigan, Hoa Kỳ. Năm 2010, dân số của xã này là 665 người.